# Eddie Brock
Edward Charles Allan "Eddie" Brock es un personaje que aparece en los cómics publicados por Marvel Comics. El personaje fue creado por David Michelinie y Todd McFarlane, y su primera aparición fue un cameo en Web of Spider-Man #18 (septiembre de 1986), antes de hacer su primera aparición principal en The Amazing Spider-Man #300 (mayo de 1988), como el anfitrión original y más conocido del simbionte Venom. Desde entonces, el personaje ha aparecido en muchas publicaciones de Marvel Comics, incluido Venom. Ha perdurado como uno de los villanos más destacados de Spider-Man, y es considerado uno de sus tres archienemigos, junto con el Duende Verde y el Doctor Octopus. Más tarde se convirtió en un antihéroe, distanciándose lentamente de su objetivo inicial de arruinar la vida de Spider-Man para hacer el bien, incluso aliándose ocasionalmente con él.
En la versión original de la historia, Eddie Brock es un periodista que expone públicamente la identidad de un hombre que cree que es un asesino en serie, el Comepecados, solo para encontrar su reputación arruinada cuando Spider-Man captura al verdadero asesino. Deshonrado y suicida con un creciente odio irracional hacia Spider-Man, Eddie entra en contacto con un simbionte alienígena, rechazado por Peter Parker. El simbionte se vincula con él y se convierten en Venom, juntos buscando venganza contra su enemigo mutuo. Aunque repetidamente entra en conflicto con Spider-Man, también intenta operar como un héroe, aunque violento, buscando salvar a aquellos que considera «inocentes» y evitar cualquier daño colateral en sus enfrentamientos con Spider-Man. En 2008, después de ser separado del simbionte Venom, sirve como anfitrión antihéroe del simbionte Anti-Venom que se sacrifica para ayudar a curar la epidemia de «Spider-Island» durante la historia de 2011. En 2012, se unió al simbionte Toxin y se reunió con el simbionte Venom en 2018. Aunque Eddie es un humano sin poderes, el traje del simbionte Venom le otorga una variedad de habilidades, incluidos muchos de los poderes de Spider-Man.
Debutando en la Edad Moderna de Libros de Cómic, ha aparecido en productos como un serie televisiva animada, videojuegos, figuras de acción y cromos. Topher Grace interpretó a Eddie Brock en Spider-Man 3 (2007), mientras que Tom Hardy .lo interpretó en las películas del Universo Spider-Man de Sony, Venom (2018), Venom: Let There Be Carnage y Venom: The Last Dance (2024); también tuvo un cameo en la escena poscréditos de Spider-Man: No Way Home (2021), parte del universo cinematográfico de Marvel.
La encarnación de Brock como Venom tuvo la posición 33 en la lista de los cincuenta más grandes personajes de cómic de Empire y la posición 22 en la lista de los cien más grandes villanos de cómics de todos los tiempos de IGN. El periodista e historiador de cómics Mike Conroy escribió sobre el personaje: «Lo que comenzó como un traje de reemplazo para Spider-Man se convirtió en una de las grandes pesadillas para el lanza-telarañas de Marvel».

## Historia de publicación

### Creación y concepción
El escritor David Michelinie y artista Todd McFarlane es generalmente abonado con la creación del carácter, basado en un número de ideas de parcela y conceptos de varios otros creadores. La cuestión de quién creó el personaje de Venom devenía un asunto de contienda en 1993 cuándo Michelinie escribió a la revista de industria de libro de cómic Brujo, el cual había referido a Michelinie en asunto #17 cuando "co-creador" de Venom. En su letra, imprimido en asunto #21 (mayo 1993), Michelinie escribió que sea el personaje creador único, mientras diciendo también crea que sin McFarlane el personaje no habría logrado la popularidad haga.
El escritor Peter David corroboró a Michelinie vista en su "Pero I Digress" columna en el junio 4, la guía de 1993 Comprador de Cómics, en qué declare que Michelinie hablado las ideas detrás del carácter con él en el tiempo de su creación. En aquel tiempo, David era el escritor en El Espectacular-Spider-Man y escribió el "Pecado Eater" storyline de qué la historia de Eddie Brock sería derivado, bien antes de McFarlane estuvo asignado a los deberes de arte en Asombrosos. Porque el artista quién ilustra primer aspecto publicado de un personaje es generalmente abonado como su cocreador (especialmente si aquel artista es el que diseños el aspecto visual del carácter), Venom representa una situación compleja, porque el traje de qué Venom el aspecto está derivado no fue diseñado por McFarlane.
Erik Larsen respondió a Michelinie letra con uno de su propio aquello estuvo imprimido en Brujo #23 (julio 1993), en qué rechace a Michelinie de contribuciones del personaje, argumentando que Michelinie meramente "golpeó" el preexisting symbiote y sus poderes de colocarlo encima un carácter cuyas motivaciones eran mal concebidas, unidimensionales, unbelievable, y clichéd. Larsen También argumentó que sea McFarlane en la rendición del carácter que lo hizo comercial.
El elemento prexistente que trató el symbiote traje él—a qué Michelinie no contribuyó—también ha sido notado. La idea original de un traje nuevo para Spider-Man que más tarde devendría el personaje Venom estuvo concebido de por un lector de Marvel Comics de Norridge, Illinois nombró Randy Schueller. La maravilla adquirió la idea para $220.00 después del editor-en-jefe en el tiempo, Jim Shooter, enviado Schueller una letra que reconoce el deseo de adquirir de la maravilla la idea de él, en 1982. Schueller el diseño era entonces modificado por Mike Zeck, deviniendo el traje Simbionte. Por ejemplo, Shooter vino arriba con la idea de cambiar a Spider-Man a un traje blanco y negro, posiblemente influido por el diseño de traje pretendido para la nueva Spider-Woman, con artistas Mike Zeck y Rick Leonardi, así como otros, diseñando el traje blanco y negro.
El artista y escritor John Byrne afirma en su sitio web que la idea para un traje hecho de self-curándose el material biológico era uno original cuándo sea el artista encima Puño de Hierro para explicar cómo el traje de aquel carácter constantemente era desgarrado y entonces aparentemente reparado por el asunto próximo, explicando que acabe no utilizando la idea en aquel título, pero que Roger Stern más tarde le preguntó si pueda utilizar la idea para el traje alienígena de Spider-Man. Popa en girar plotted el asunto en qué el traje primero aparecido pero entonces dejó el título. Sea el escritor Tom DeFalco y artista Ron Frenz quién había establecido que el traje era un sentient ser de alienígena, y que sea vulnerable a energía sónica alta durante su corrido en The Amazing Spider-Man que precedió Michelinie. A toda costa, la posición de Peter David es que Michelinie es el creador único, desde la idea de crear un carácter separado que utiliza el alienígena symbiote era Michelinie, cuando era la historia de Eddie Brock, y que sin la idea de crear tal carácter, el carácter no habría existido.
En una entrevista con Tom DeFalco, McFarlane declara que Michelinie de hecho vino arriba con la idea de Venom y el diseño básico del carácter ("un tipo grande en el traje negro"). Aun así, contiende que fue (McFarlane) quién dio a Venom su monstruo-como características. Reclama; "justo le quise hacer kooky y espeluznante, y no justo algún tipo en un traje negro."
Esta disputa surgió a la vez cuándo los méritos de los artistas como colaboradores y escritores eran debatidos en la industria, una discusión incitada por la popularidad de artistas como McFarlane, Larsen, y otros fundadores de Cómics de Imagen.
Venom la existencia era primero indicada en Web de Spider-Man #18 (Sept. 1986), cuándo él shoves Peter Parker delante de un tren de metro sin la araña de Parker en advertirle, aun así la mano de Brock única está vista encima-tablero. La indicación próxima de Venom la existencia era en Web de Spider-Man #24 (marzo 1987), cuándo Parker ha subido fuera de una ventana de historia alta para cambiar a Spider-Man, pero encuentra un brazo negro que viene a través de la ventana y grabbing le, otra vez sin ser advertido por su araña-sentido.
El carácter quedaría oculto e inactivo hasta The Amazing Spider-Man, Jim Salicrup requirió un villano para el 300.º asunto de aquel libro, y Michelinie sugirió un villano que consta del alienígena symbiote grafted al cuerpo de una mujer; buscando venganza para las muertes de su marido y miscarried criatura quién accidentalmente dado como el infortunado resultado de Spider-Man que lucha con otro supervillano. Salicrup aceptó la sugerencia, pero cambió el personaje a un macho, y la parcela del personaje hembra era también abandonado. Michelinie entonces ingenió la identidad de Eddie Brock.[cita requerida] Michelinie contiende que las parcelas para asuntos #298@–299, así como las descripciones visuales del carácter, estuvo escrito y comprado por Salicrup antes de McFarlane era nunca asignado al libro.[cita requerida]

## Biografía

### Origen
La serie limitada de 1993, Venom: Lethal Protector describe la historia de Brock antes de que vinculación con el simbionte. Como niño, Edward Charles Allan Brock es criado en un hogar católico en San Francisco. La madre de Eddie muere por complicaciones durante el parto y como resultado, su padre pasa a ser frío y poco afectuoso con él. Eddie intenta, mediante el deporte y los estudios, ganar la aprobación de su padre, pero no tiene éxito. En la universidad, Brock cambia su carrera a periodismo después de leer un artículo en el escándalo Watergate. Después de graduarse, se muda a la Ciudad de Nueva York y obtiene un trabajo como periodista para el Daily Bugle. Aunque tiene aptitudes para ser un periodista ilustre y reconocido, su padre todavía lo trata con indiferencia.
Como reportero, Brock investiga al Comepecados y está contactado por Emil Gregg, quién reclama ser el asesino. Presionado por las autoridades para revelar la identidad del asesino, Brock escribe un artículo anunciando a Gregg como el Comepecados. Aun así, el Comepecados es capturado por Spider-Man y se revela que Brock ha entrevistado a un confesor compulsivo. Brock es despedido de su trabajo por desgracia y su mujer se divorcia de él. Incapaz de encontrar trabajo, es forzado a trabajar para las revistas tabloides y su padre cesa toda comunicación con él por completo. Brock deviene obsesionado con obtener venganza contra Spider-Man, culpándole por atrapar al Comepecados. Brock se inicia en el culturismo para reducir tensiones, pero su rabia y la depresión permanecen. Entretanto, Spider-Man utiliza el sonido de las campanas en una iglesia para sacar su simbionte traje después de darse cuenta de que está intentando vincularse permanentemente a él. Su vida profesional y personal se destrozó, Brock contempla el suicidio y va a la misma iglesia, donde le ruega a Dios para olvidarse. El Symbiote, habiendo esperado en el rafters de la iglesia desde entonces dejando a Spider-Man, los sentidos de Brock y vinculado con él, concediéndole los poderes iguales y más grandes a aquellos de Spider-Man, e impartiendo conocimiento de la identidad secreta de Spider-Man.

### Venom
Venom empieza una campaña de tormento contra Peter, quién es todavía inconsciente de su existencia. Primero empuja a Peter delante de un metro emotivo sin activar su sentido arácnido, y más tarde aterroriza a la mujer de Spider-Man, Mary Jane. Venom ataca a Spider-Man a su apartamento para su primera confrontación, donde Venom revela su identidad cierta a Spider-Man, reclamándote "me puedes llamar Venom, para aquello es qué estoy pagado a spew fuera de estos días!" Spider-Man descubre que el simbionte ha completamente bondad con Brock y no puede ser matado sin también matando a Brock. Finalmente Venom está burlado a debilitamiento él por expandiendo demasiada telaraña hasta las carencias de traje bastante material para producir más. Venom es encarcelado en la Bóveda, de qué hace repitió escapadas e intentos de escape, solo para padecer derrotas y escapa de la Bóveda.
Brock finalmente falsifica su suicidio y escapa después de ser tomado a la morgue. Durante una batalla con Spider-Man, el Symbiote es según parece matado por el villano que induce peste Styx, dando su vida para proteger a Brock. Brock es encarcelado y Spider-Man coloca los restos del simbionte. El Simbionte sobrevive por introducir un comatoso estado para luchar de la enfermedad y él regresa a Brock, habilitándole a otra vez al escapar de prisión. Durante su escape, el simbionte se reproduce asexualmente y hojas detrás de su hueva. La descendencia deprisa, víncula al compañero de celda de Brock, Cletus Kasady, creando a Carnage. Venom secuestra a Spider-Man y le transporta a una isla remota para luchar. Spider-Man falsifica su muerte propia para convencer a Venom que su vendetta es encima. Venom, contenido con el resultado, se dimite a vida en la isla. Spider-Man finalmente afronta a Carnage pero es incapaz de derrotarlo. Spider-Man está forzado para preguntar a Venom por ayuda, prometiéndole libertad en intercambio. Aun así, después de que derrotan a Carnage, Spider-Man traiciona a Venom (quién hubo también resumido su plan de venganza y probado a derrotar el héroe arácnido a muerte) por convocar a Los 4 Fantásticos y devolviéndolo a prisión.

### Antihéroe
Después de ver una foto del reciente regreso de los padres de Spider-Man, Brock escapa de prisión y les secuestra. Durante la lucha resultante, Anne Weying, la exmujer de Brock, es casi aplastada bajo una rueda Ferris, pero Spider-Man la salva. Viendo este acto, Venom hace la pases con Spider-Man. En Venom: Letal Protector (1993), Venom se muda a San Francisco y actúa como protector de una sociedad clandestina de personas sin hogar. Más tarde, la Fundación Vida lo toma prisionero, quien cosecha los últimos cinco engendros dentro del simbionte para crear policías superpoderosos y Brock se separa por la fuerza del simbionte. Con la ayuda de Spider-Man, Brock se reúne con el simbionte y aparentemente destruyen a sus engendros, Phage, Lasher, Riot, Scream y Agony, antes de escapar.
En el 1993 crossover de "Maximum Carnage", Carnage reemerge y empieza una masacre en la Ciudad de Nueva York, y Brock regresa para ayudar, sintiendo responsable. Venom encuentra es ningún partido para Carnage, y busca ayuda de Spider-Man, pero Spider-Man se reside para trabajar con Venom por métodos violentos. Venom, acompañado por la Gata Negra, Cloak, Morbius y finalmente un desesperado Spider-Man, repetidamente afrontan a Carnage y sus aliados. Venom finalmente emprende a Carnage a generadores del alto voltaje, reteniendo un Carnage codicioso y dejando su captura por los Vengadores. Brock se va a esconder.
Brock regresa en la serie limitada de 1994, Ansiedad de Separación, en qué está capturado y separado del symbiote para un proyecto de búsqueda del gobierno. Venom aparece: Phage, Lasher, Grito, Disturbio, y la agonía está revelada a todavía ser vivo y llegar para liberar Brock, buscando su ayuda para obtener control sobre su symbiotes. Brock es finalmente reunido con el symbiote, pero la experiencia le fuerza para evaluar su relación con el traje. El 1995 "Planeta del Simbiontes" el acontecimiento continuó la narrativa de Ansiedad de Separación, con Brock que fuerza el simbionte para dejarle, preocupado sobre cuánta influencia pueda ser habiendo encima le. El simbionte desata una telepática de grito de auxilio y dolor que atrae los otros miembros de su especie a Tierra. La historia sigue los esfuerzos de Brock, Spider-Man y Araña Escarlata (Ben Reilly) para detener la invasión y derrotar a un Carnage escapado y empoderado. Brock se ve obligado a vincularse de manera completa e irrevocable con el simbionte para infligir un trauma psíquico a los simbiontes, lo que hace que se suiciden.

### Regreso a la villanía
Cuando Anne Weying recibe un disparo de un nuevo Devorador de Pecados, Brock obliga al Simbionte a vincularse con ella para curar sus heridas. En el proceso, ella se convierte temporalmente en She-Venom, pero Brock exige que el Simbionte regrese después de que Ann pierde el control y mata a un par de atracadores, dejando a Ann traumatizada. Brock ayuda a matar al nuevo Devorador de Pecados. Ann es detenida por la policía mientras intentan cazar a Venom y Brock le envía su simbionte para que pueda escapar. Como She-Venom, nuevamente lucha por controlarse, con Brock, Weying y el actual Spider-Man Ben Reilly quedando atrapados en medio de una operación conjunta de la DEA/FBI contra un importante narcotraficante cuando Weying y Brock se encuentran en el mismo lugar donde grupo de narcotraficantes se están reuniendo. Cuando Brock recupera el Simbionte, Anne le dice que se mantenga a él y al Simbionte alejados de ella después de presenciar su brutalidad contra los criminales.
Brock es capturado en su escondite en las alcantarillas y juzgado, en un juicio en el que es defendido por Matt Murdock, mientras su simbionte es controlado por un inhibidor químico. Cletus Kassady es llamado como testigo, pero cuando el caso se vuelve acalorado, tanto Kassady como Brock superan sus inhibidores. Venom, Spider-Man y Daredevil se unen y someten a Carnage. Sin embargo, antes de que el juicio pueda continuar, Venom es inesperadamente detenido por una organización gubernamental secreta que le ofrece amnistía a cambio de que se convierta en su agente. Aunque al principio Venom disfrutó de sus nuevas inmunidades, se fue después de ser abandonado durante una misión peligrosa.Después de recibir una herida en la cabeza, Eddie sufre amnesia. Más tarde es separado del simbionte, que se presume asesinado por el Comité de Extensión del gobierno.
El simbionte sobrevive y rastrea al amnésico Brock, convirtiéndolo nuevamente en Venom. Venom se infiltra en la prisión de Ravencroft en busca de Carnage y absorbe el simbionte Carnage. Brock se une temporalmente a los Seis Siniestros para atrapar a Spider-Man, pero después de ser traicionado por ellos, comienza a cazar a los miembros en busca de venganza. En última instancia, paraliza a Sandman mordiéndolo y sacándole un trozo de su masa, lo que lleva a la aparente muerte del Hombre de Arena. También causa graves heridas a Electro y Kraven el Cazador.
La rivalidad de Venom con Spider-Man se renueva cuando Ann, que vive con miedo desde que se unió al Simbionte, se suicida después de ver a Brock convertirse en Venom. Venom, sin embargo, cree que Spider-Man pasando junto a la ventana de Ann con su traje negro es la causa. Sin embargo, antes de que pueda vengarse, el senador Ward, híbrido humano/alienígena, le quita el simbionte a la fuerza para aprender más sobre la simbiosis. Una raza alienígena, que opera en secreto dentro del gobierno de los Estados Unidos, clona el simbionte Venom. Venom absorbe al clon, adquiere sus conocimientos y decide cumplir las órdenes de los extraterrestres.
La historia de 2003 "El Hambre" introdujo nuevos elementos sobre el origen de Brock, revelando que Brock tenía cáncer antes de unirse al simbionte, y que eligió vincularse con Brock no sólo por su odio hacia Spider-Man, sino también porque el cáncer causa la liberación de adrenalina, que alimenta al simbionte. Brock depende del traje para vivir y persigue a Spider-Man por temor a recuperar el simbionte, en lugar de vengarse de su carrera perdida. Brock muere después de que el simbionte lo deja por Spider-Man, ya que no quiere un huésped enfermo. Spider-Man engaña al simbionte para que vuelva a vincularse con Brock, reviviéndolo.
Cuando Carnage da a luz a un nuevo simbionte, Venom lo llama Toxin y espera convertirlo en un aliado. Cuando Toxin muestra compasión, Venom intenta matarlo Toxin es rescatada por Spider-Man y Black Cat.
En la historia de 2004 "Venomous", Brock experimenta una crisis de fe y decide vender el simbionte, sabiendo que morirá rápidamente de cáncer sin él, con la intención de donar los 100 millones de dólares recibidos de la venta a la caridad con el argumento de que el simbionte encontraría otro anfitrión una vez que muriera de todos modos.[82] El simbionte es comprado por el jefe criminal Don Fortunato para su hijo Angelo Fortunato.[83] Angelo se convierte brevemente en el segundo Venom, pero demuestra ser un anfitrión indigno, y el simbionte lo abandona en medio del salto, lo que le permite caer y morir. Al enterarse de la muerte de Angelo, Brock se siente responsable e intenta suicidarse cortándose las venas. Brock apareció a continuación en la historia de 2007 "La última tentación de Eddie Brock", donde sucumbe rápidamente al cáncer y experimenta alucinaciones de "Venom". Al encontrar a una tía May en coma en el mismo hospital, muriendo de un disparo, la alucinación de Venom lo persuade de matarla. Brock, vestido con una novedosa réplica del traje negro de Spider-Man a petición de "Venom", asesina a una enfermera del "ángel de la misericordia" para probar si todavía puede matar, pero finalmente se niega a matar a May porque ella es inocente. . Cuando Peter visita a May, encuentra a Eddie, quien se ha cortado las muñecas repetidamente para deshacerse de "Venom". Eddie le pide perdón a Peter antes de saltar por una ventana, pero Peter logra atraparlo. Al despertar encadenado a su cama, Brock descubre que todavía puede ver "Venom", pero le dice que acepta su presencia siempre y cuando sepa que Brock tiene el control.

### Anti-Venom
La historia de 2008 "Maneras Nuevas de morir" presenta el regreso de Brock. Matt Murdock convence a un tribunal de justicia de que Brock no es responsable de sus acciones mientras estaba vinculado al simbionte y se retiran los cargos penales en su contra. Brock consigue un trabajo en un comedor de beneficencia bajo la dirección de Martin Li. Brock, sin saberlo, es curado de su cáncer por Li, quien posee habilidades especiales, y Brock cree que es un milagro. Después de que Brock es atacado por el nuevo Venom, Mac Gargan, el simbionte intenta reunirse con Brock. La piel de Brock se vuelve cáustica para el simbionte, y está envuelto en un nuevo simbionte blanco forjado a partir de los restos del simbionte Venom en su cuerpo que se une con sus glóbulos blancos cargados con la energía curativa de Li, convirtiéndose en Anti-Venom. Brock derrota a Gargan y casi mata al simbionte de Venom. Cuando Brock detecta restos del simbionte dentro de Spider-Man, intenta "curarlo", drenando la radiación de su cuerpo y casi quitándole el poder. Mientras más tarde salva a Spider-Man de Norman Osborn, Brock vuelve a luchar contra Gargan mejorado con un traje de batalla y el simbionte en recuperación. Gargan golpea a Anti-Venom con su aguijón, inyectando una fórmula venenosa que aparentemente destruye el traje de Brock. Cuando Gargan intenta matar a Brock, el simbionte de Venom lo detiene. El traje Anti-Venom de Brock se reforma posteriormente
Más tarde, Brock se enfrenta al Señor Negativo y descubre que él y Li son la misma persona. Saber que el hombre que idolatraba es un supervillano provoca un colapso en Brock, haciéndolo cuestionar su fe, refiriéndose a sí mismo como un monstruo. Después de esta revelación, se vuelve cada vez más inestable mentalmente y asesina a delincuentes de poca monta como lo hizo durante sus días de "protector letal". Breve y de mala gana se une a Punisher para detener a un cartel de la droga que secuestró a un amigo de Brock. En "El regreso de Anti-Venom" (2011), Brock no puede exponer la verdadera identidad de Negative, creyendo que nadie confiará en él. Anti-Venom inicia una cruzada contra el Señor Negativo, atacando sus operaciones criminales. Cuando Anti-Venom se da cuenta de que May Parker también conoce la identidad de Negative, decide atacar al Señor Negativo directamente antes de que éste pueda silenciarla. Brock se une a Spider-Man y al nuevo Wraith para luchar contra Negative. Wraith usa su tecnología para revelar públicamente que Mister Negative es Martin Li, lo que lo obliga a esconderse. Spider-Man y Anti-Venom piden una tregua a su rivalidad.
En una historia de New Avengers de 2011, Brock se une al Hombre Maravilla para destruir a los New Avengers. Durante la historia de "Spider-Island" de 2011 en la que el 99% de la población de la ciudad de Nueva York se transforma en arañas controladas mentalmente por Adriana Soria, Brock se ve obligado a sacrificar el simbionte (y ser Anti-Venom) para poder convertirse en un poderoso curativo capaz de curar a millones de infectados.
Más tarde, un nuevo Anti-Venom es visto en medio de la multitud de New Avengers que siguen un seminario de autoayuda dirigido por Roderick Kingsley (el primer Hobgoblin). Todos los New Avengers han sido dados heroicos personas por Kingsley que ya existir pero es ya no utilizó. No se nos muestra si el nuevo Anti-Venom es de hecho un simbionte o solamente un hombre con un traje diseñado para parecer el simbionte original. Aun así la burbuja de discurso utilizada para el personaje es estilizado, lo cual se interpreta como una manera de sugerir una distorsión de la voz del personaje similar a la manera en que Eddie Brock habló cuando tenía el simbionte Anti-Venom.

### Vinculado a Toxin
Un Brock impotente regresa en Venom vol. 2 #15 (2012), donde mata a los simbiontes Hybrid y Scream como parte de una cruzada para destruir a los extraterrestres por completo, creyendo que son malvados. Después de no poder matar al nuevo Venom, Brock es capturado por el villano Crime Master y vinculado por la fuerza con el simbionte Toxin. Brock (que está siendo controlado por el simbionte Toxin) luego rastrea a Venom e intenta matarlo, pero es derrotado. Eddie y el Agente Venom se enfrentan una vez más en la sede de Crime Master, y Flash puede someter a Toxin y separar a Eddie del simbionte usando un lanzallamas. Justo antes de que Flash pueda sacar a Eddie, el simbionte Toxin lo agarra y lo arrastra a las llamas. Eddie y el simbionte Toxin sobreviven a las llamas y siguen a Flash hasta Filadelfia. Ahora que controla el simbionte Toxin, se enfrenta a Flash en la escuela secundaria donde trabaja como profesor de gimnasia. Después de ayudar a Flash a defender a los estudiantes de un grupo de parásitos cibernéticos, Eddie forma una tregua con él, prometiendo dejar a Flash en paz mientras tenga el simbionte de Venom bajo control (similar a la tregua que tuvo con Spider-Man). Posteriormente, Eddie abandona Filadelfia para reanudar sus actividades de vigilante.
Mientras lucha contra un cartel de la droga, la agente del FBI Claire Dixon se acerca a Brock y lo invita a unirse al equipo que ha reunido para cazar y capturar a Cletus Kasady, que también incluye a John Jameson y Manuela Calderón, una sobreviviente de una de las masacres de Kasady, aunque Brock planea en secreto matar a Kasady. Después de la derrota de Kasady, Brock renuncia al simbionte Toxin.

### Contra Kasady
Mientras lucha contra un cártel de la droga, Brock se acerca a la agente del FBI Claire Dixon y es invitado a unirse al equipo que ésta ha reunido para cazar y capturar a Cletus Kasady. De ese equipo también forman parte John Jameson y Manuela Calderón, una superviviente de una de las masacres de Kasady. No obstante, Brock en secreto planea matar a Kasady. Después de que Kasady lo derrota, Brock deja a Toxin.

### Regreso como Venom
Eddie Brock decide ayudar al FBI contra el nuevo villano Venom. Con el FBI y Spider-Man, Brock puede separar el simbionte de su nuevo anfitrión, Lee Price. En el proceso, las acciones de Spider-Man hacen que el simbionte reavive su odio anterior hacia él. Luego, Brock libera al simbionte de su custodia y se vincula con él nuevamente,declarando su amor por él y refiriéndose ahora regularmente a él como "mi amor" y "amor". Después de detener un robo, Brock se encuentra con Scorpion y logra derrotarlo, hasta que el simbionte lo lleva a una iglesia y le revela que atacó al sacerdote. Después de enterarse del ataque de un monstruo, Brock se encuentra con un dinosaurio en la iglesia y descubre que pertenece a Alchemax. Mientras habla con la directora ejecutiva de Alchemax, Liz Allan, se entera de que el autor intelectual es Stegron, el Hombre Dinosaurio. Brock luego encuentra su guarida, pero es descubierto y capturado por los dinosaurios de Stegron. Venom descubrió que los restos de los experimentos de Stegron con los Dinosaurios vivían en las alcantarillas, y tuvo que defenderlos de Kraven el Cazador, Shriek y la policía de Nueva York. Con la ayuda de Tana del Pueblo Dinosaurio, Venom le declara a la policía de Nueva York que el Pueblo Dinosaurio sobrevivía en las alcantarillas y que no estaban matando a nadie. Al escuchar esto, la policía de Nueva York arresta a Kraven el Cazador y a Shriek y el capitán de la policía le dice que tendrá mucho papeleo que presentar al respecto.
Durante la historia de Venom Inc., Eddie ayuda a Spider-Man, Gata Negra y Flash Thompson (ahora bajo la apariencia del Agente Anti-Venom) a derrotar a Lee Price nuevamente, quien se había unido con el clon Mania de Venom y lo estaba usando para tomar. sobre la clandestinidad criminal de Nueva York. Luego, Eddie le dice a Black Cat que abandone su imperio criminal y le dice que la ciudad de Nueva York siempre necesita más héroes.
En la historia de "Bajar balanceándose", Eddie es chantajeado por J. Jonah Jameson para que ayude a defender el círculo íntimo de Spider-Man contra Norman Osborn, quien se ha unido al simbionte Carnage para convertirse en el Duende Rojo. Jameson envía a Eddie a defender a Mary Jane Watson en el Complejo de la Torre Stark y, aunque ella no confía en él, Mary Jane desactiva las defensas anti-simbiontes de la Torre Stark para permitirle a Eddie luchar contra Norman. Spider-Man llega y vuelve a formar equipo con Eddie para detener a Red Goblin, pero el villano los domina a ambos. Sin nada más que ofrecer en la lucha contra Osborn y Carnage, Eddie le permite a Peter tomar el simbionte de Venom para igualar las probabilidades contra su enemigo. Debido a su ofrenda y valiente defensa de Mary Jane, Spider-Man perdona a Eddie por todo lo que le había hecho en el pasado.
En Venom First Host, Venom después de dar a luz a su última descendencia (descrito por Venom a Eddie como "nuestro hijo"), Eddie es atacado por un Warbride Skrull hasta que un Kree intervino y comenzó a luchar contra el Skrull. El simbionte convenció a Eddie de salvar la "piel azul", por lo que detuvo al Skrull y salvó al Kree. En Alchemax, Kree le reveló a Eddie que su nombre es Tel-Kar y que fue el primer anfitrión de Venom. Cuando el simbionte se negó a regresar a Tel-Kar, Tel-Kar enfurecido los amenazó con unirse a la descendencia y transformarla en un monstruo, si no recuperaba "su" simbionte. Venom, que amaba a su hijo, regresó con Tel-Kar y luego se dirigió a su nave espacial. Luego, Eddie se enfrentó al Skrull que los había atacado y ella se presentó como M'Lanz y le dice que tenía la tarea de detener a Tel-Kar. Ella le revela a Eddie que el cuerpo de Tel-Kar fue alterado biológicamente para que tuviera control total sobre la mente de Venom. Luego, la descendencia se unió a Eddie llamándose a sí mismo Sleeper y él con M'Lanz fueron tras Tel-Kar. Fueron a un laboratorio de investigación Skrull que contenía un arma biológica mortal que Tel-Kar había planeado usar contra los Skrulls. Cuando lucha contra Tel-Kar, se separa de Venom porque ya no lo necesitaba, lo que le permite a Eddie volver a unirse con Venom y Sleeper uniéndose a M'Lanz, dejando a Tel-Kar explotar con el laboratorio del Imperio Kree. Después de que M'Lanz deje a Eddie con los simbiontes en la Tierra, Eddie corta todas las conexiones con Alchemax, y luego él y Harry Osborn hablan por un tiempo. Luego Tel-Kar aparece en el apartamento de Eddie y amenaza con matarlo a él y a la humanidad usando el arma biológica, pero Sleeper roba el arma y Tel-Kar intentó matar a Sleeper, pero Venom intervino y resultó herido. Eddie corre hacia Tel-Kar y los arroja a ambos a la calle. De repente, Sleeper se une a Tel-Kar y lo lobotomiza como castigo por lo que les hizo. Luego Sleeper con el cuerpo de Tel-Kar se despide de Eddie y deja la Tierra para explorar el cosmos.

## Poderes y habilidades
Brock es un humano y no tiene poderes sobrehumanos sin el Simbionte. Con anterioridad a unir con el simbionte, posee fuerza de nivel olímpico de comprometer en peso repetido, significativo-entrenando de ejercicio. Después de separarse del Simbionte y adoleciendo de cáncer, Brock pierde mucho de su músculo físico y posee la fuerza de un humano mediano. El cáncer de Brock está curado en la historia de 2008, "Maneras Nuevas para Morir", y es más tarde mostrado con un restaurado y gran físico. Es también mostrado para ser proficiencia en combate y capaz de utilizar armas especializado para derrotar enemigos con facultad del simbionte.

### Como Venom
Siendo Venom, Brock obtiene varias capacidades similares de Spider-Man, el anfitrión anterior del simbionte, incluyendo fuerza sobrehumana, velocidad, agilidad y reflejos así como la capacidad de adherir a la mayoría de superficies con sus manos y pies. El simbionte es también capaz de proyectar una telaraña sustancia de su cuerpo, similar a la de Spider-Man. Aun así, esta telaraña es produjo orgánicamente por el Simbionte de su masa propia, el cual significa que el uso excesivo puede debilitar al alienígena hasta que es capaz de regenerar. El Simbionte también puede enviar fuera de sus zarcillos cuáles pueden soler agarrar o manipular elementos de una distancia. Cuándo es garantizado con el anfitrión, el simbionte deja el anfitrión a derivación del sentido de Spider-Man, impidiendo el héroe de notar ataques. El Simbionte es susceptible de hacer daño de alto-voltaje de frecuencias sónicas cuáles lo pueden causar para ser severamente debilitados o asesinados. El vínculo entre el Simbionte y Brock era bastante fuerte que utilizando sónicas contra el Simbionte también podría anonadar y matar a Brock.
El cuerpo de Venom es altamente resistente a daño, capaz de francamente parando afilando armas, balas, y pueda ayudar su anfitrión sobrevive en entornos hostiles por filtrar aire, dejando la supervivencia submarina y en entornos tóxicos. Venom puede también transformar su aspecto, para crear disfraces en voluntad, y camuflarse, incluso emulando agua. Es también capaz de psíquicamente detectando su descendencia; aun así, esta capacidad puede ser bloqueada. Este sentido puede ser utilizado por Brock incluso cuándo separado del traje, dejándole para detectar y ser detectado por el Simbionte y sus niños. El Simbionte es capaz de curarse cualquier daño y enfermedad en un índice aumentado, dejando el anfitrión de sobrevivir de otra manera en daño mortal. El Simbionte y el anfitrión es capaz de compartir conocimiento, el Simbionte siendo capaz de pasar encima información de anfitriones anteriores a unos futuros.

### Como Anti-Venom
Anti-Venom se crea cuando las energías curativas de Martin Li hacen que los glóbulos blancos de Brock y los rastros del simbionte de Venom que aún están dentro de su cuerpo se combinen en un nuevo traje compuesto de anticuerpos híbridos humanos/alienígenas que poseen poderosas habilidades restaurativas. Brock es capaz de curar rápidamente lesiones importantes como Anti-Venom, recuperándose casi instantáneamente después de recibir un disparo en la cabeza y sufrir daños en su cerebro. Sin embargo, esta capacidad curativa puede ser anulada por la energía del Sr. Negativo, contrarrestando la energía de Martin Li. Anti-Venom es capaz de detectar cuando otras personas están enfermas y "curarlas" o "limpiarlas". Es capaz de curar dolencias, desde hepatitis hasta eliminar narcóticos e incluso radiación del cuerpo de una persona. Luego de un intento fallido de "curar" a Spider-Man eliminando la radiación de su cuerpo, Anti-Venom ahora cancela automáticamente los poderes de Spider-Man cada vez que los dos están muy cerca el uno del otro.
Como Anti-Venom, el traje de Brock es corrosivo para el simbionte de Venom, causando dolor y daño al traje hasta el punto de hacer que se disuelva. Muestra habilidades similares a las de Venom, poseyendo súper fuerza, velocidad, negando el sentido arácnido de Spider-Man, y siendo capaz de bloquear completamente el daño de algunas pistolas y cuchillos. También es capaz de extender y transformar el traje para crear disfraces, formar elementos como escudos, extender su alcance, atacar desde la distancia, y crear zarcillos. Anti-Venom también es inmune a las debilidades del Venom Simbionte, y no muestra daño ni efecto de explosiones directas de fuego, calor y sonido. Las únicas debilidades mostradas del Simbionte son un "super veneno" altamente tóxico creado como una contramedida directa utilizando restos del traje de Anti-Venom y la energía del Señor Negativo. El "super veneno" hace que la demanda se disuelva inmediatamente. El Señor Negativo se muestra capaz de usar su energía para debilitar o anular las habilidades curativas del traje.

## Recepción
En 2022, Screen Rant clasificó a Venom en el séptimo lugar en su lista de los "10 villanos de seda más poderosos de Marvel Comics". Ese mismo año, Screen Rant incluyó a Venom en su lista de los "10 mejores personajes de Marvel que debutaron en los cómics de Spider-Man".

## Otras versiones
El personaje aparece en varios títulos de universos alternativos en los que la historia, las circunstancias y el comportamiento del personaje pueden variar leve o ampliamente con respecto al entorno principal.

## En otros medios

### Televisión
- La versión Eddie Brock de Venom aparecido en la serie de televisión Spider-Man (1994), con la voz de Hank Azaria.[36] Presentado en el episodio de tres partes "The Alien Costume", esta versión es un periodista del Daily Bugle hasta que J. Jonah Jameson lo despide por informar falsamente a Spider-Man como un ladrón que robó un objeto extraño de la nave espacial del astronauta John Jameson.[cita requerida]Brock luego se vincula con el simbionte Venom para buscar venganza contra Spider-Man bajo la creencia de que el lanza-redes arruinó su carrera periodística, solo para ser derrotado y separado. En los episodios "Venom Returns" y "Carnage", Brock se reúne con el simbionte Venom y une fuerzas con Spider-Man y Iron Man para derrotar a Carnage, Barón Mordo y Dormammu; durante el cual se sacrifica para asegurar la derrota de los villanos.
- La versión de Brock del Eddie de Venom aparecido en Spider-Man Unlimited, por Brian Drummond. Por este tiempo, el Simbionte ha fusionado completamente con Brock y él intenta para conquistar Contador-Tierra junto a Carnage con una invasión de Simbiontes.[cita requerida] Eddie él es brevemente separado de Venom en el episodio "Uno es el Número más Solitario".
- La versión de Brock como Venom aparece en The Spectacular Spider-Man, por Benjamin Diskin.[37] Está retratado como el amigo de niñez de Peter Parker y también un amigo de Gwen Stacy, está en Midtown High dónde esta Peter y defendiendo de Flash Thompson. Mientras inicialmente amigos cercanos con Peter y Gwen, una serie de malentendidos causa Brock a finalmente molestarse con Peter. Brock pierde su trabajo de búsqueda que estudia el simbionte después de que él vínculo con Spider-Man, causando a Brock en odiar a Spider-Man también. El intento de Spider-Man para destruir el simbionte después de descubrir su influencia negativa, pero Brock libera el alienígena y se une con el organismo, transformándose en Venom.
- La encarnación de Brock como Venom aparece en la segunda temporada de Spider-Man (2017), por Ben Pronsky.[38][39] Eddie Brock primero aparece en el episodio "Cómo perdí mis Vacaciones de Verano" donde J. Jonah Jameson consigue loco en él para no proporcionando un cuadro de calidad mejor de Spider-Man. En el episodio "Toma Dos," Eddie se enfada con Peter Parker para proporcionar a J. Jonah Jameson con las imágenes de Spider-Man que lucha el Grupo Salvaje en Horizon High. Eddie devenía el anfitrión más tardío de simbionte Venom en el episodio "la mano del hombre Muerto" mientras tomando cuadros del alienígena en un edificio de Administración Espacial. Eddie (como Venom) lucha contra Peter en el último barrio, solo siendo derrotado debido a la interferencia de Miles Morales. Eddie elude la captura y empieza su cruzada en contra Peter para arruinar su carrera. Toma a Gwen Stacy, Jameson, May Parker, Max Modell, y Anya Corazon rehén en el episodio "Venom Regresa". Expone la identidad de Spider-Man a Jameson, pero Morales llevó el traje de sobra de Peter a refute la reclamación. Eddie era vencido y encarcelado después de que Peter utilizó un dispositivo sónico experimental a destabilize el simbionte. Aun así, el resto del simbionte esta en Eddie debido a su aversión compartida por Spider-Man. En el episodio "Superior", Eddie permanece comatoso y es abandonado por Venom cuando el simbionte se despierta durante la experimentación que altera su genealogía, permitiendo que Venom sobreviva sin un huésped.

### Películas

#### Serie de películas de Sam Raimi

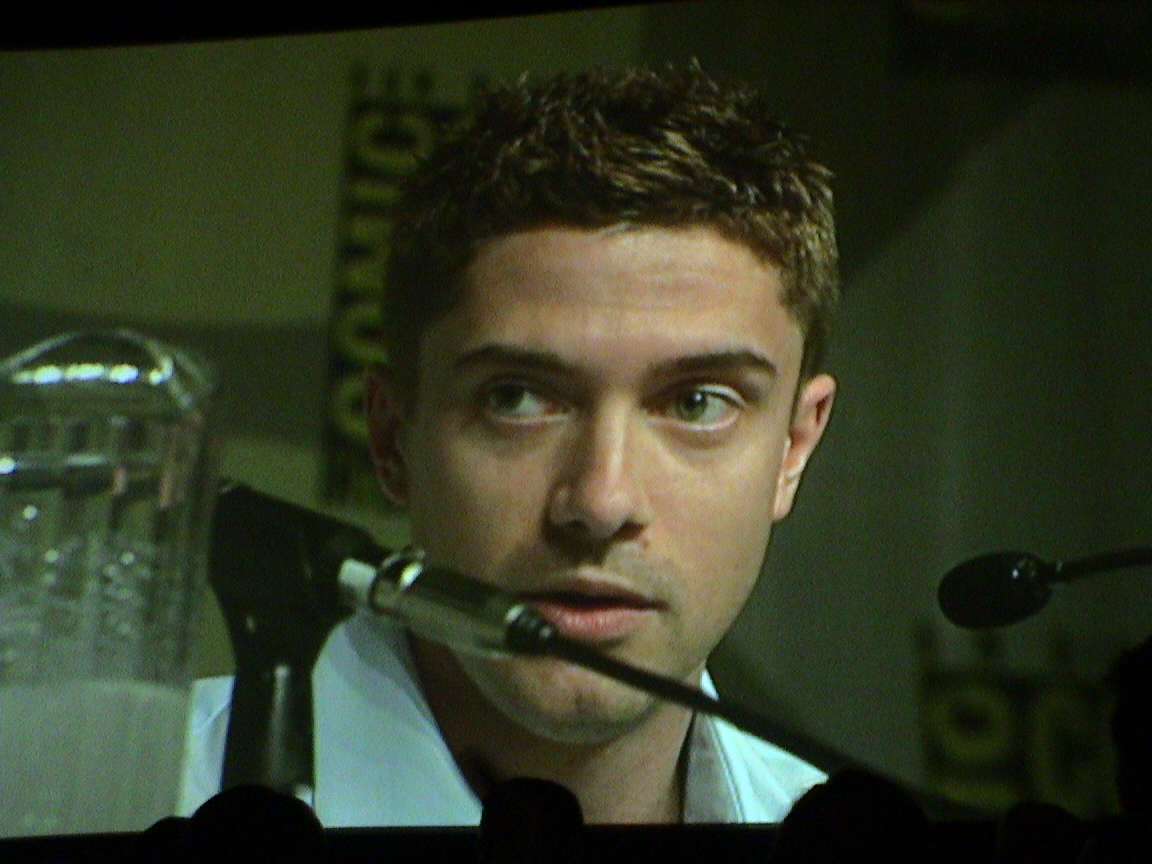
Topher Grace es Eddie Brock en Spider-Man 3 (2007).

- En la película Spider-Man es mencionado por Robbie Robertson cuando se buscan fotos de Spider-Man para la primera plana, Robertson responde que Eddie siendo fotógrafo freelancer del diario apenas había podido verlo. R.C. Everbeck interpreta a Brock en una escena eliminada.[40]
- Eddie Brock / Venom aparece en Spider-Man 3 (2007) interpretado por Topher Grace.[41] Brock es un freelance fotógrafo, independiente, Jameson pone a Peter y a Brock como rivales para conseguir una fotografía de Spider-man como el delincuente que es. Más tarde se muestra que Brock parece haber ganado el trabajo,sin embargo, Peter lo delata de haber creado una fotografía falsa de Spider-Man robando un banco, a consecuencia de esto Jameson lo despide del trabajo. Más tarde Brock encuentra el simbionte y se vuelve Venom. Después de descubrir que Parker es Spider-Man, Venom busca una alianza con Sandman para matar a Spider-Man. En cambio, Spider-Man desgarra el simbionte de Brock y lo destruye con una bomba. Brock intenta a unirse con él y muere en la explosión.
- En julio de 2007 se comenzó a desarrollar un spin-off de Spider-Man 3 centrado en Eddie Brock.[42] En septiembre de 2008, Paul Wernick y Rhett Reese firmaron un acuerdo para escribir el guion[43] y Marvel Entertainment habría producido la película, pero el proyecto finalmente se canceló.[44] En marzo de 2012 surgieron planes para una nueva película en solitario para la que Josh Trank estuvo negociando dirigir el largometraje después de que Gary Ross abandonara el proyecto.[45]

#### Universo Spider-Man de Sony

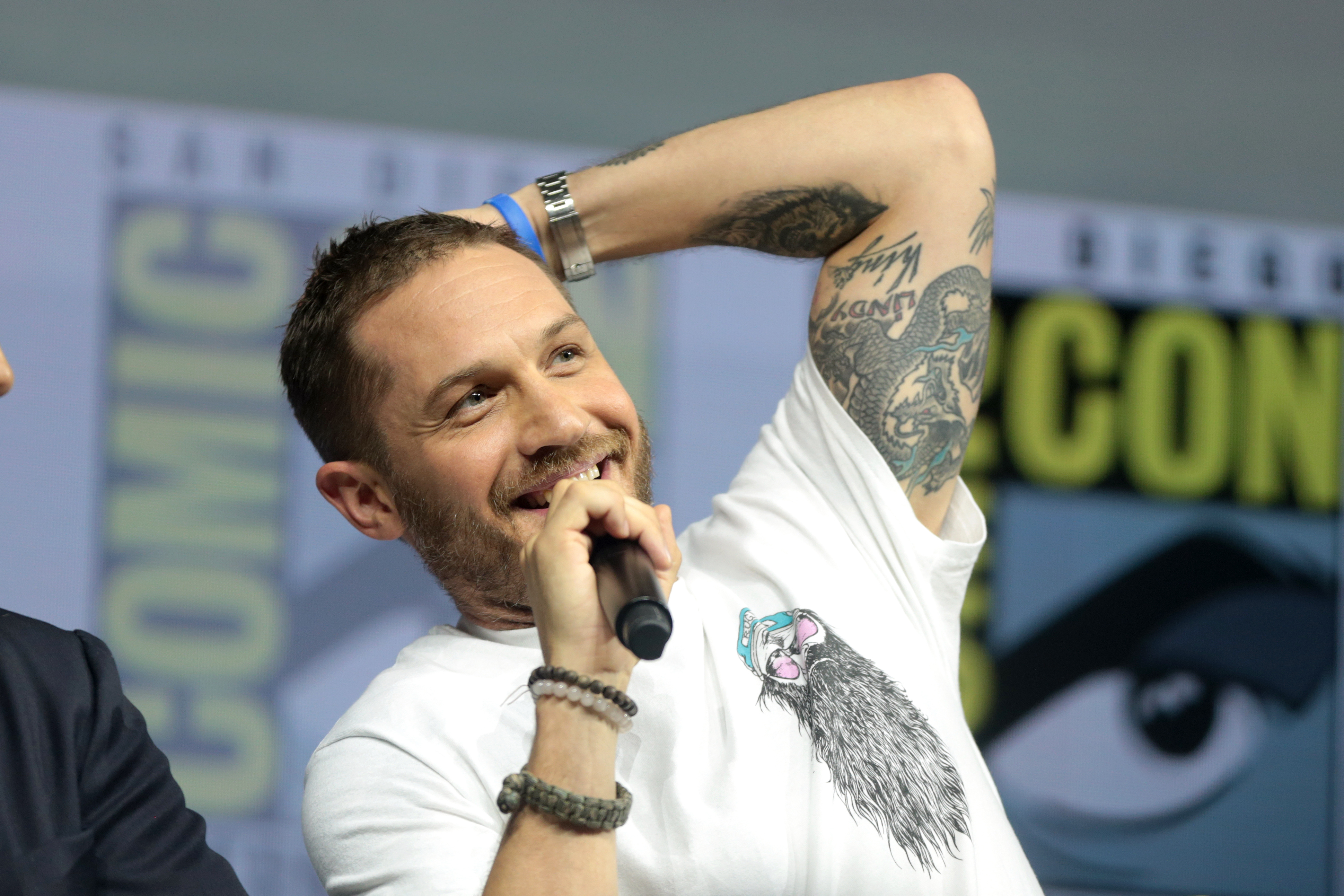
Tom Hardy hablando en la San Diego Comic Con International de 2018, para Venom en el Centro de Convenciones de San Diego en San Diego, California.

- Venom (2018) protagonizada por el actor Tom Hardy, dirigida por Ruben Fleischer[46] y escrita por los guionistas Scott Rosenberg y Jeff Pinkner. Estrenada el 5 de octubre de 2018.[47] Amy Pascal afirmó en junio de 2017 que la película sería "adjunct" al Universo Cinematográfico de Personajes Marvel de Sony SPUMC.[48] La película está basada fundamentalmente en la historia de dos cómics: "Lethal Protector" y "Planet of the Symbiotes"; el periodista Eddie Brock (Hardy) comienza a investigar la Fundación Vida, dirigida por el científico Carlton Drake (Riz Ahmed). Al descubrir que realizan experimentos con seres humanos y formas de vida alienígena, hará todo lo posible por sacar a la luz este tipo de excesos. Tarea que le afectará en lo profesional, y en lo personal con su novia Anne (Michelle Williams). Así que, tratando de obtener evidencias de un extraño organismo independiente llamado simbionte, una de las criaturas escapa, tomando a Eddie como huésped. Un extraño y poderoso ser al que algunas veces intenta controlar, pero también se dejará llevar.
- Venom: Let There Be Carnage (2021) protagonizada por el actor Tom Hardy como Eddie Brock, dirigida por Andy Serkis. Estrenada el 15 de octubre de 2021 en Europa y el 1 de octubre de 2021 en Estados Unidos, se relata la épica pelea con Cletus Kasady / Carnage y la relación de Brock con el simbionte Venom, comparándolos con el mismísimo Don Quijote y Sancho, pues -«Los dos eran seres muy diferentes. Uno es un realista y otro un fantasioso, pero siguieron yéndose de aventuras juntos porque coexistían el uno con el otro»-.[49]Después de derrotar a Cletus Kasady / Carnage, Brock y Venom son transportados al Universo Cinematográfico de Marvel en la escena de mitad de créditos, donde presencian cómo J. Jonah Jameson de ese universo expone la verdadera identidad de Spider-Man como Peter Parker, como se ve en la película Spider-Man: Far From Home (2019).
- Spider-Man: No Way Home (2021), nuevamente protagonizada por Tom Hardy. En la escena de mitad de créditos de la última película, Eddie y Venom comienzan a familiarizarse con el nuevo universo en el que se encuentran, aprendiendo sobre sus héroes y un evento importante conocido como El Blip, solo para ser llevados repentinamente de regreso a su dimensión de origen por el Doctor Strange. Sin embargo, la pareja, sin darse cuenta, deja atrás una parte del simbionte Venom.
- Venom: The Last Dance (2024), protagonizada por Tom Hardy. Después de ser prófugos, Eddie y Venom son perseguidos por ambos mundos, uno por soldados y otro por una raza alienígena que Venom conoce llamado Knull, el dúo se ve abocado a tomar una decisión devastadora que hará que caiga el telón sobre el último baile de Venom y Eddie.

### Videojuegos
- Venom aparece como carácter de jefe en el 1993 Mega-CD/Sega CD versión de The Amazing Spider-Man vs. The Kingpin en qué secuestra Mary Jane Watson.[50]
- Venom es un protagonista y playable carácter en Spider-Man and Venom: Maximum Carnage (1994) y Venom/Spider-Man: Separation Anxiety (1995).[51][52]
- Venom apareció tan uno de los jefes en The Amazing Spider-Man: Lethal Foes (1995).[53]
- Venom apareció como el último jefe en Spider-Man (1995).[54]
- Venom es un playable carácter en Marvel vs. Capcom, sus aspectos incluyen Marvel vs. Capcom: Clash of Super Heroes (1998) y Marvel vs. Capcom 2: New Age of Heroes (2000) (voiced por Rod Wilson).[55] Venom regreso a la franquicia como descargable playable carácter en Marvel vs. Capcom: Infinite (2017).[56]
- Venom Es un jefe y más tarde un carácter de apoyo en Spider-Man (2000) voiced por Daran Norris.[57]
- La versión Definitiva de Venom es un playable carácter y también el jefe final en Ultimate Spider-Man (2005), voiced por Daniel Capallaro (Eddie Brock Jr.) Y por Arthur Burghardt (Venom).[58]
- Venom Aparece como playable carácter en Marvel Nemesis: Rise of the Imperfects (2005), voiced por un actor de voz desconocido.[59]
- La versión de Brock de Venom está incluido en la expansión "de Paquete de" Villanos descargable para el Xbox 360 versión de Marvel: Ultimate Alliance (2006), voiced por Steven Blum. Venom Es varios alternar las pieles constan de sus diseños Clásicos y Definitivos así como Angelo Fortunato y Mac Gargan.[60]
- Venom es el jefe final en Spider-Man 3 (2007), con la voz de Topher Grace.[61]
- Venom aparece en Spider-Man: Friend or Foe (2007), voiced por Quinton Flynn. Es uno de los socios más potentes en el juego. Araña-el hombre le encuentra en Transylvania bajo el control del P.H.Un.N.T.O.M.s. A ser liberado por Spider-Man, Venom declara que la persona detrás del P.H.Un.N.T.O.M.s Tiene una burbuja para una cabeza.[62]
- Venom aparece en Spider-Man: Web of Shadows (2008), voiced por Keith Szarabajka. Durante este juego, parte de su Symbiote le deja y vínculos con Araña-Hombre, causando a Spider-Man varios cambios de humor así como accediendo Carnage-esque traits. Venom Los inicios más tardíos que hacen réplicas del Symbiote en una invasión de Ciudad de Nueva York,[63] junto con symbiote eed-vainas' alrededor de la ciudad que absorbe pasar civiles e infectarles con varios tipos de symbiote, llave symbiotes incluso infectando Electro, el Buitre, el Gato Negro y Wolverine. Symbiote-Electro Y Symbiote-el buitre va en para engendrar otro symbiotes con los poderes similares a sus anfitriones que resultan en Electrolings y Vulturelings. Finalmente (en el Traje Rojo) finales en particular) Araña-el hombre es capaz de expulsar la mayoría del symbiotes de sus anfitriones, finalmente convenciendo Eddie Brock para rehusar a Venom y lo sacrificar de modo que el symbiote no puede crear más hueva e infectar personas más inocentes.
- La versión de Brock del Eddie de Venom es el alternar diseño de traje para Mac Gargan como la encarnación de Venom en Marvel: Ultimate Alliance 2 (2009).[64]
- Venom Es disponible como contenido descargable para el juego LittleBigPlanet tan parte de "Caja de Traje de la Maravilla 3".[65][66]
- Venom Aparece como carácter de villano en Marvel Super Hero Squad Online (2011), voiced otra vez por Steven Blum.[67]
- Anti-Venom aparece en Spider-Man: Edge of Time (2011), otra vez voiced por Steven Blum.[68] En un alternar timeline, es destinado de matar a Spider-Man durante los acontecimientos del juego, pero Peter Parker está salvado por las acciones del futuro Spider-Man, Miguel O'Hara, quién trae Peter a su futuro de curársele antes de derrotar Anti-Venom en una lucha como sus poderes no son radiación-basó. Anti-Venom, enfadado en ser utilizado como títere para tiempo corrupto-ambulante CEO Walker Sloan, ataques Sloan y suyos asociar Doctor Otto Octavius, causando el tres para fusionar a la Atrocidad torcida, quién posee Octavius tentáculos y Anti-Venom capacidad a negate Araña-los poderes del hombre, forzando a los dos Spider-Men para unir fuerzas para utilizar Atrocidad contra el villano principal en la forma de una versión futura demente de Peter.
- Venom Aparece como playable carácter en el juego de luchar Marvel Avengers: Battle for Earth (2012), voiced por Roger Craig Smith.[69]
- La versión de Brock como Venom aparece como playable carácter en Marvel Heroes, voiced por Neil Kaplan. Anti-Venom y la toxina es alterna diseños de traje.[70]
- La versión de Brock de Venom aparece tan playable carácter en Lego Marvel Super Héroes (2013), voiced por Dave Barca.[71] La encarnación original y la versión Definitiva son atuendos diferentes para el carácter.
- Anti-Venom aparece en Marvel: Avengers Alliance.[72]
- Venom Aparece como playable carácter en Disney Infinity: Marvel Super Heroes, voiced por Mates Lanter.[73] Es playable en playset de Spider-Man
- Eddie Brock es varios alias (Venom, Anti-Venom y Toxin) es todo playable caracteres en Spider-Man Unlimited juego móvil.[74]
- La versión de Brock como Venom aparece como playable carácter en Marvel Avengers Academy, voiced por Brian Stivale.[75]
- La versión de Brock de Venom aparece como playable carácter en Lego Marvel Super Héroes 2.[76] También, durante el storyline, está fusionado con Carnage a una entidad sola bautizó "Carnom", el cual es uno del playable caracteres del juego también.[77]